# Sempervivum annae
Sempervivum annae ist eine Pflanzenart aus der Gattung der Hauswurzen (Sempervivum) in der Familie der Dickblattgewächse (Crassulaceae).

## Beschreibung

### Vegetative Merkmale
Sempervivum annae wächst als Rosettenpflanze mit einem Durchmesser von 3 bis 4 Zentimeter (selten bis 5 Zentimeter). Ihre hellbraunen, dicken. dicht und lang flaumhaarigen Ausläufer sind 10 bis 20 Zentimeter lang. Die lanzettlichen, allmählich zugespitzten, lang drüsig-flaumhaarigen Laubblätter sind ziemlich bleichgrün und besitzen eine purpurfarbene Spitze. Die Blattspreite ist 20 bis 25 Millimeter lang und 4 bis 5 Millimeter breit.

### Generative Merkmale
Der lang drüsig-flaumhaarige Blütentrieb erreicht eine Länge von 15 bis 30 Zentimeter (selten bis zu 40 Zentimeter). Er trägt lanzettliche, fast stängelumfassende, bis zu 13 Millimeter lange und etwa 5 Millimeter breite Blätter. Der Blütenstand ist 15- bis 30-blütig (selten bis 40-blütig). Die 11- bis 12-zähligen (selten 13-zähligen) Blüten weisen einen Durchmesser von 1,8 bis 2 Zentimeter auf und stehen an ungleichen Blütenstielen. Ihre lanzettlichen, spitz zulaufenden Kelchblätter sind etwa 4 Millimeter lang und 1 Millimeter breit. Auf ihrer Rückseite sind sie dicht drüsig-flaumhaarig, innen hingegen fast kahl. Die hellrosafarbenen Kronblätter besitzen einen purpurfarbenen Mittelstreifen und weiße Ränder. In der Nähe der Spitzen sind sie zerstreut drüsig-flaumhaarig. Die purpurfarbenen Staubfäden sind an ihren Spitzen weiß, die Staubbeutel orangepurpurfarben und die Nektarschüppchen linealisch.

## Systematik und Verbreitung
Sempervivum annae ist in Georgien im Ost- und Zentral-Kaukasus in der subalpinen Zone auf Felsen in kieferbestandenen Wiesen verbreitet.
Die Erstbeschreibung durch Frau M. Z. Gurgenidze, eine georgische Botanikerin in Tiflis, wurde 1969 veröffentlicht. Die Artbezeichnung annae ehrt eine botanische Erforscherin des Kaukasus im 20. Jahrhundert, Frau Anna S. Schchia.

## Nachweise